# El Cantón del San Pablo
El Cantón del San Pablo là một khu tự quản thuộc tỉnh Chocó, Colombia. Thủ phủ của khu tự quản El Cantón del San Pablo đóng tại Managru Khu tự quản El Cantón del San Pablo có diện tích 386 ki lô mét vuông. Đến thời điểm ngày 28 tháng 5 năm 2005, khu tự quản El Cantón del San Pablo có dân số người.